# Opisthacanthus faillei
Espèce
Opisthacanthus faillei est une espèce de scorpions de la famille des Hormuridae.

## Distribution
Cette espèce est endémique de Boeny à Madagascar. Elle se rencontre dans le parc national du Tsingy de Namoroka.

## Description
Le mâle holotype mesure 56,9 mm.

## Étymologie
Cette espèce est nommée en l'honneur d'Arnaud Faille.

## Publication originale
- Lourenço & Wilmé, 2019 : Scorpions from the Parc National du Tsingy de Namoroka, Madagascar and description of a new species of Opisthacanthus Peters, 1861 (Scorpiones: Hormuridae). Revista Ibérica de Aracnología, no 34, p. 13-20.